# Dicranostyles integra
Dicranostyles integra là một loài thực vật có hoa trong họ Bìm bìm. Loài này được Ducke mô tả khoa học đầu tiên năm 1935.